# August Bebel
Pour les articles homonymes, voir Bebel.
Ferdinand August Bebel, né à Deutz (près de Cologne) le 22 février 1840 et mort le 13 août 1913 dans un sanatorium près de Coire en Suisse, est un artisan allemand devenu homme politique socialiste et féministe.
Autodidacte, il est une figure majeure de la social-démocratie révolutionnaire, et le dirigeant du plus important parti d'Allemagne, le Parti social-démocrate d'Allemagne (SPD).

## Biographie
Devenue veuve, la mère d'August Bebel retourne vivre dans sa famille à Wetzlar. August Bebel apprend le métier de tourneur. Après le compagnonnage, il fonde une petite entreprise (un artisanat) de tournage à Leipzig. Il participe aux associations des compagnons et travaille pour l'éducation des ouvriers.
En 1866, avec Wilhelm Liebknecht, il fonde le Parti populaire saxon, puis en 1869 le Parti ouvrier social-démocrate (Allemagne) SDAP. Il adhère, comme Wilhelm Liebknecht, à l'Association internationale des travailleurs (AIT).
Le SDAP, marxiste, fusionne en 1875 avec l'Association générale des travailleurs allemands (ADAV), lassallien, pour former le SAP (Sozialistische Arbeiterpartei, Parti ouvrier socialiste) qui devint le Parti social-démocrate d'Allemagne (SPD) en 1890.
Bebel est emprisonné plusieurs fois comme agitateur socialiste. Il utilise ce temps pour des études intensives, comme l'histoire des États islamiques. En 1884, il publie Die mohammedanisch-arabische Kulturperiode, un plaidoyer pour le dialogue des cultures.
Député au Reichstag, il est accusé de haute trahison pour avoir refusé de voter les crédits de guerre en 1870, et condamné à deux ans de prison.

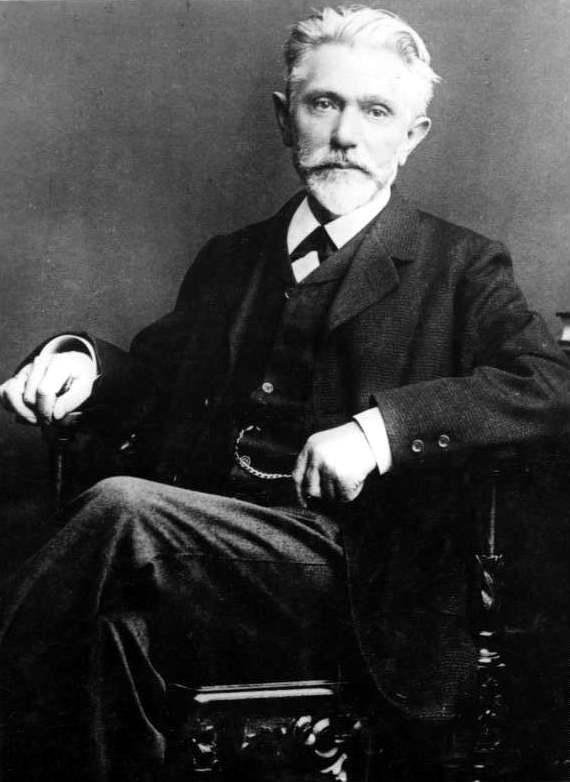
August Bebel en 1898.

Auteur de La Femme et le Socialisme (1879), où il argumente en faveur de l'égalité des sexes, il a une controverse avec l'Irlandais James Connolly à ce sujet. Cet ouvrage féministe de Bebel est traduit dans plusieurs langues et réédité à de très nombreuses reprises.
En 1893, il est élu député SPD de la ville de Strasbourg au Reichstag. ll la représentera jusqu'en 1898[réf. nécessaire].
Après la mort de Wilhelm Liebknecht en 1900, il devient président du SPD. Se déclarant révolutionnaire, il se situe au centre du parti, entre la gauche (Rosa Luxemburg) et les réformistes (Eduard Bernstein).

## Ouvrages
- Die Frau und der Sozialismus. Dietz-Verlag, Berlin 1990 (Zürich 1879).  (ISBN 3-320-01535-4). Digitalisat, 40. Aufl. Online-Edition.
- Unsere Ziele. Eine Streitschrift gegen die Demokratische Correspondenz. Leipzig 1870. (12. Aufl. Leipzig 1911)
- Christentum und Sozialismus. Eine religiöse Polemik zwischen Herrn Kaplan Hohoff in Hüffe und dem Verfasser der Schrift: Die parlamentarische Tätigkeit des deutschen Reichstages und der Landtage und die Sozialdemokratie. Leipzig 1874,
- Leipziger Hochverratsprozess. Ausführlicher Bericht über die Verhandlungen des Schwurgerichts zu Leipzig in dem Prozeß gegen Liebknecht, Bebel und Hepner wegen Vorbereitung zum Hochverrat vom 11.–26. März 1872. Bearb. von den Angeklagten. Leipzig 1874.
- Der deutsche Bauernkrieg mit Berücksichtigung der hauptsächlichen sozialen Bewegungen des Mittelalters. Braunschweig 1876.
- Die Entwicklung Frankreichs vom 16. bis gegen Ende des 18. Jahrhunderts. Eine kulturgeschichtliche Skizze. Leipzig 1878.
- Wie unsere Weber leben. Private Enquete über die Lage der Weber in Sachsen. Leipzig, 1879. (Digitalisat)
- Charles Fourier. Sein Leben und seine Theorien. Stuttgart, 1888. (Onlineausgabe auf: gutenberg.org)
- Die Sonntagsarbeit. Auszug aus den Ergebnissen der Erhebung über die Beschäftigung gewerblicher Arbeiter an Sonn- und Feiertagen nebst kritischer Bemerkungen. Stuttgart 1888.
- Zur Lage der Arbeiter in den Bäckereien. Stuttgart 1890.
- Die mohammedanisch-arabische Kulturperiode, 1884, 2. Auflage. 1889. (neu hrsg. von Wolfgang Schwanitz, 1999, Edition Ost, Berlin,  (ISBN 3-929161-27-3)).
- Aus meinem Leben, Bd. 1–3, Stuttgart, 1910, 1911, 1914. (Onlineversion) (Hier benutzt ungekürzte Neuausgabe: Verlag J.H.W. Dietz, Bonn 1997,  (ISBN 3-8012-0245-3))
- Die moderne Kultur ist eine antichristliche. Alibri Verlag (de), Aschaffenburg,  (ISBN 3-932710-59-2).

### Traductions en français
- La femme dans le passé, le présent et l'avenir, Paris, Georges Carré éditeur, 1891, introduction de Paul Lafargue [lire en ligne sur Gallica] [lire en ligne sur Archive internet des marxistes]
- La femme et le socialisme, Gand, Volksdrukkerij, 1911 [lire en ligne sur Gallica]
- Souvenirs de ma vie, traduit de l'allemand par Monique Tesseyre et Dominique Petitjean (titre original : Aus meinem Leben), Paris, Les Bons Caractères, 2022  (ISBN 9782915727678)
- Femmes & Socialisme, traduit de l'allemand par Bruno Doizy, introduction historique d'Anne Deffarges, Toulouse, Smolny, 2025  (ISBN 9782490793396)

## Hommage
En 1936, une rue de Toulouse est nommée en son honneur.